# 奥尔施塔特
奥尔施塔特是德国巴伐利亚州的一个市镇。总面积41.16平方公里，总人口3188人，其中男性1513人，女性1675人（2011年12月31日），人口密度77人/平方公里。